# Mind Games (Haevn)
Mind Games is een nummer van het Nederlandse muziekduo Haevn uit 2018. Het is de zesde en laatste single van hun debuutalbum Eyes Closed.
"'Mind Games' gaat over een vrouw die jij leuk vindt, maar die persoon vindt het eigenlijk alleen maar leuk dat jij haar leuk vindt", aldus frontman Marijn van der Meer. "Als zij gas geeft, stap jij op de rem en andersom. Waardoor er altijd een bepaalde afstand tussen ze staat". Het nummer bereikte de 8e positie in de Nederlandse Tipparade. In Vlaanderen deed het nummer niets in de hitlijsten, maar in Wallonië reikte het wel tot de Tipparade.

## Tracklijst
Muziekdownload
1. "Mind Games" - 3:02
2. "Mind Games" (alternate version) - 2:59